# Дереволаз-долотодзьоб
Дереволаз-долотодзьоб (Glyphorynchus spirurus) — вид горобцеподібних птахів родини горнерових (Furnariidae). Мешкає в Мексиці, Центральній і Південній Америці. Це єдиний представник монотипового роду Дереволаз-долотодзьоб (Glyphorynchus). Виділяють низку підвидів.

## Опис

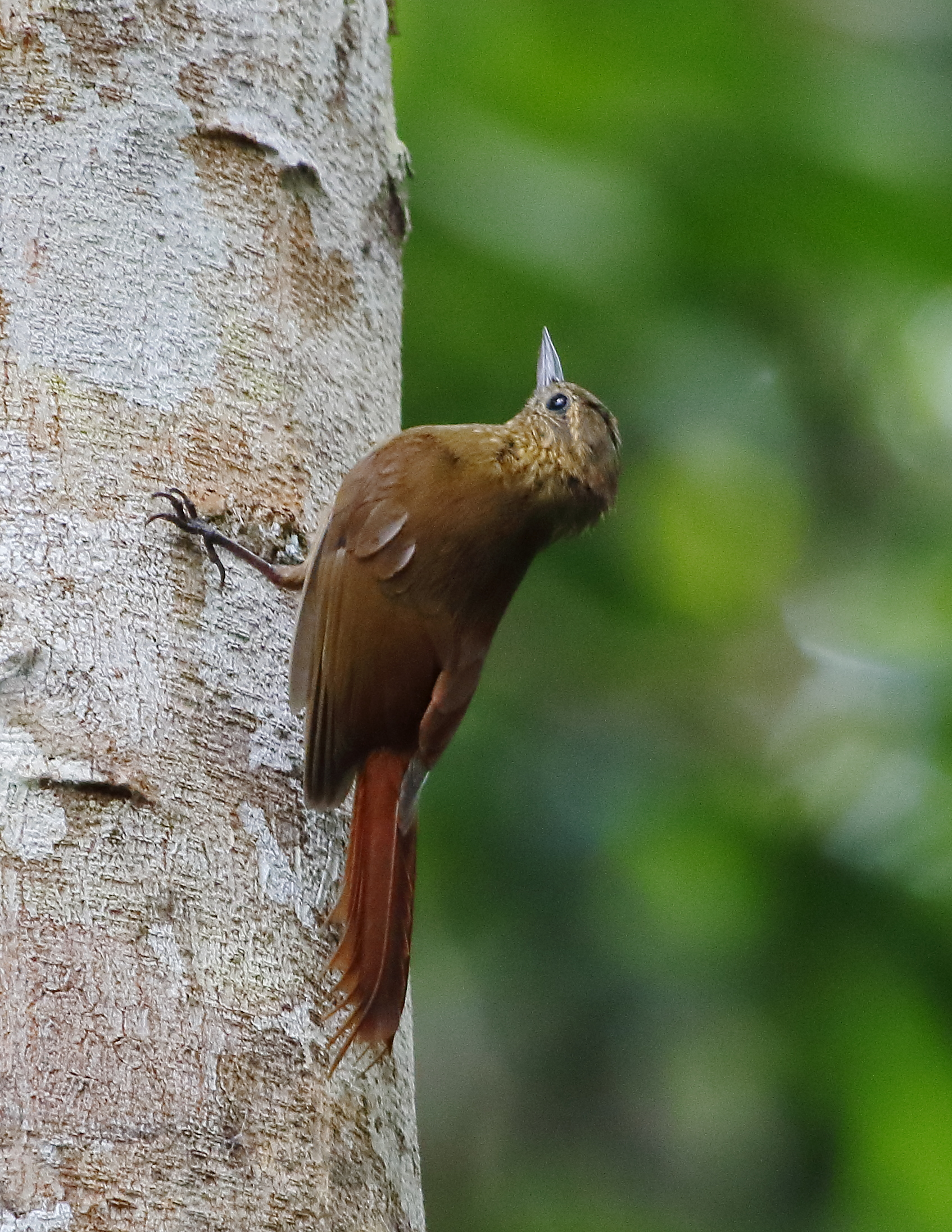
Дереволаз-долотодзьоб

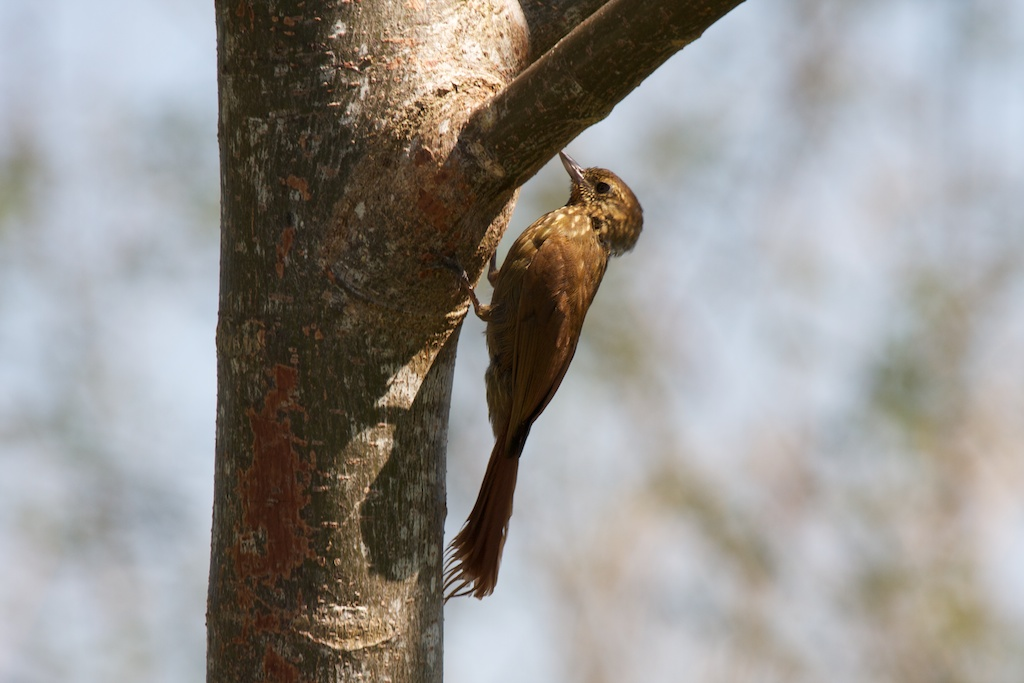
Дереволаз-долотодзьоб

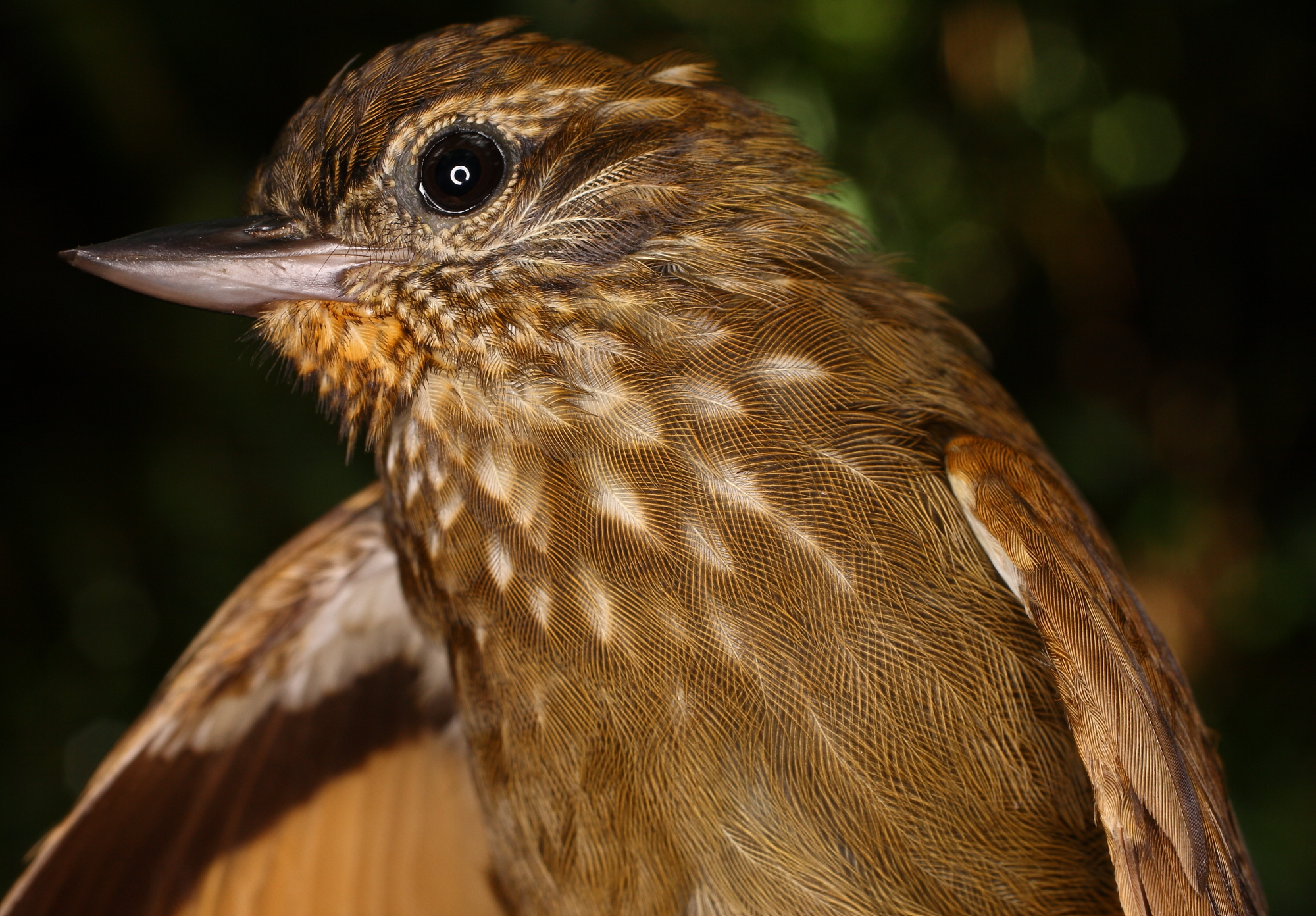
Дереволаз-долотодзьоб

Дереволаз-долотодзьоб є найменшим представником підродини дереволазних, його довжина становить 14-15 см, а вага 14-16,5 г. Верхня частина тіла коричнева, голова з боків поцяткована тонкими світлими смужками, над очима охристі "брови", надхвістя, крила і хвіст каштанові. Горло охристе, решта нижньої частини тіла поцяткована коричневими плямами з охристими краями, особливо помітними на грудях. На крилах охриста смуга, помітна в польоті. Дзьоб короткий, клиноподібний і вигнутий догори, як у піколезн, помітно відрізняється від дзьобів інших дереволазів. Одинадцять стернових пер завершуються видовженими, шипоподібними стрижнями, відносно найдовшими серед усіх дереволазів. Молоді птахи мають менш яскраве забарвлення, плями на грудях у них менш помітні.

## Підвиди
Виділяють тринадцять підвидів:
- G. s. pectoralis Sclater, PL & Salvin, 1860 — карибські схили від південно-східної Мексика до центральної Панами;
- G. s. subrufescens Todd, 1948 — південний захід Панами, захід Колумбії і Еквадору (на південь до Гуаяса і Ель-Оро);
- G. s. pallidulus Wetmore, 1970 — схід Панами і північний захід Колумбії (північ Чоко);
- G. s. integratus Zimmer, JT, 1946 — північ Колумбії і захід Венесуели;
- G. s. rufigularis Zimmer, JT, 1934 — від центральної Колумбії (на південь від Мети і Вічади) і південної Венесуели (південний Болівар, Амасонас) до північно-західного Еквадору (верхів'я річки Напо) і північно-західної Бразилії (на північ від Амазонки, на схід до Ріу-Негру);
- G. s. amacurensis Phelps, WH & Phelps, WH Jr, 1952 — північний схід Венесуели (Сукре, Дельта-Амакуро);
- G. s. spirurus (Vieillot, 1819) — схід Венесули (північний схід Болівара), Гвіана і північна Бразилія (на північ від Амазонки, від Ріу-Негру на схід до Амапи);
- G. s. coronobscurus Phelps, WH & Phelps, WH Jr, 1955 — гора Небліна на кордоні Венесуели і Бразилії;
- G. s. castelnaudii des Murs, 1856 — схід Перу (на південь від Амазонки) і захід Бразилії (на схід до Мадейри);
- G. s. albigularis Chapman, 1923 — південний схід Перу (Пуно) і північ Болівії;
- G. s. inornatus Zimmer, JT, 1934 — південь Бразильської Амазонії (на південь від Амазонки, від Мадейри до Тапажоса і південно-західного Мату-Гросу) ф північний схід Болівії (північно-східний Санта-Крус);
- G. s. paraensis Pinto, 1974 — південний схід Бразильської Амазонії (на південь від Амазонки, від Тапажоса до північного Мараньяна, зокрема на острові Маражо);
- G. s. cuneatus (Lichtenstein, MHC, 1820) — східне узбережжя Бразилії (від північної Баїї до північного Еспіріту-Санту).

## Поширення і екологія
Дереволази-долотодзьоби мешкають в Мексиці, Гватемалі, Белізі, Гондурасі, Нікарагуа, Коста-Риці, Панамі, Колумбії, Венесуелі, Еквадорі, Перу, Бразилії, Болівії, Гаяні, Суринамі і Французькій Гвіані. Вони живуть в підліску вологих рівнинних, гірських і заболочених тропічних лісів. Зустрічаються поодинці або парами, переважно на висоті до 1000 м над рівнем моря, місцями на висоті до 2000 м над рівнем моря. Іноді приєднуються до змішаних зграй птахів. Живляться дрібними комахами і павуками, яких шукають в тріщинах кори. Сезон розмноження триває з березня по червень. Гніздо чашоподібне, розміщується у вузькому дуплі дерева, зазвичай низько над землею, іноді на висоті до 6 м над землею. В кладці 2 білих яйця.